# سيميون تن هولت
سيميون تن هولت (بالهولندية: Simeon ten Holt)‏ هو ملحن هولندي، ولد في 24 يناير 1923 في بيرخن في هولندا، وتوفي في 25 نوفمبر 2012 في ألكمار في هولندا.

## وصلات خارجية
- الموقع الرسمي
- سيميون تن هولت على موقع IMDb (الإنجليزية)
- سيميون تن هولت على موقع ميوزك برينز (الإنجليزية)
- سيميون تن هولت على موقع أول ميوزيك (الإنجليزية)
- سيميون تن هولت على موقع ديسكوغز (الإنجليزية)